# Лекич, Данило
Данило Благоевич Лекич (серб. Данило Благоја Лекић / Danilo Blagoja Lekić; 13 июня 1913, Крале — 3 октября 1986, Белград) — югославский военачальник и дипломат, участник Гражданской войны в Испании и Народно-освободительной войны Югославии, Народный герой Югославии.

## Биография
Родился 23 июня 1913 года в селе Крале близ Андриевицы в Черногории. Родом из семьи преподавателя Благое Лекича, работавшего в Горне-Полимле. Окончил начальную школу в родном селе, учился в средних школах Подгорицы, Беране, Битолы и Тетово. Окончил философский факультет в Скопье в 1936 году.
Член Коммунистической партии Югославии с 1935 года. В 1937 году Лекич был призван в ряды добровольцев, которые оказывали помощь испанским республиканцам в годы гражданской войны в Испании. Занимал должность заместителя командира школы младших офицеров, а также был политруком разных воинских формирований вплоть до XV интербригады.
С 1939 по 1941 годы Данило был узником концлагерей Франции в Сен-Сиприене, Грисе и Верде. Вместе с тем помогал добровольцам возвращаться на родину. В мае 1941 года получил директиву от КПЮ: направить отряд югославских пленных на добровольный труд в Германию, дабы ввести немецкую гражданскую администрацию в заблуждение и потом суметь выбраться обратно в Югославию. 22 июня, после нападения Германии на СССР, группа рабочих во главе с Лекичем сбежала из Германии и к середине июля вернулась в Югославию.
В августе 1941 года опытный военный Данило был назначен политруком Мачванского партизанского отряда. До марта 1942 года он занимал эту должность. Участвовал в боях при Шапце, на горе Цер и в обороне Ужицкой республики. В марте 1942 года был назначен политруком уже целой бригады — 1-й пролетарской ударной, а вскоре стал её командиром. Под его руководством бригада участвовала в битвах за Яйце, Котор-Варош, Теслич и мелких стычках в Боснии с конца 1942 по начало 1943 годы, а также в крупномасштабных сражениях на Неретве и Сутьеске.
В июле 1943 года Лекич был назначен командиром 16-й воеводинской дивизии, которая вела бои в Восточной Боснии. Под командованием Данило Лекича воеводинцы в августе-сентябре взяли города Биелина, Власеница, Цапарде и Зворник, весной 1944 года вступили в сражения за Маевицу и Кладань. С 1 июля по середину ноября 1944 года Данило командовал 12-м воеводинским армейским корпусом, который бился против немцев в Восточной Боснии, Черногории и Сербии. Корпус оказывал помощь РККА и НОАЮ в дни Белградской операции, а также штурмовал Авалу и Рушань. 22 октября 1944 корпус форсировал реку Сава и начал преследование спешно отступающих немцев в области Срем.
В декабре 1944 генерал-подполковник Данило Лекич был отправлен в Москву, где поступил в Высшую военную академию имени К.Е. Ворошилова. Окончив её, он дослужился до звания генерал-полковника. В отставку вышел в 1957 году, позднее занимал разные должность в МИД СФРЮ: был послом СФРЮ в Бразилии и Египте, главой миссии СФРЮ в ООН и помощником государственного секретаря СФРЮ.
Скончался 3 октября 1986 в Белграде. Согласно последней воле, был похоронен в родном городе Крале близ Андриевицы. Был награждён рядом югославских орденов, а также советским орденом Кутузова 2 степени. 20 декабря 1951 получил звание Народного героя Югославии.